# Germany's Next Topmodel (mùa 3)
Germany's Next Topmodel, Mùa 3 là mùa thứ ba của Germany's Next Topmodel (thường được viết tắt là GNTM) được phát sóng trên mạng lưới truyền hình Đức ProSieben. Chương trình bắt đầu phát sóng vào ngày 28 tháng 2 năm 2008 với 120 thí sinh bán kết trong cuộc thi.
Các điểm đến quốc tế cho mùa này là Barcelona, Viên, Tel Aviv, Los Angeles, New York và Sydney.
Người chiến thắng của mùa giải này là Jennifer Hof, 16 tuổi từ Rodgau. Cô giành được
- 1 hợp đồng người mẫu với IMG Models ở Paris
- Lên ảnh bìa tạp chí Cosmopolitan
- 1 hợp đồng quảng cáo cho C&A trị giá 250.000€
- 1 chiếc VW Scirocco

## Các thí sinh
(Tuổi tính từ ngày dự thi)
| Thí sinh           | Tuổi | Chiều cao               | Quê quán      | Bị loại ở | Hạng              |
| ------------------ | ---- | ----------------------- | ------------- | --------- | ----------------- |
| Sandra Korte       | 22   | 1,78 m (5 ft 10 in)     | Leipzig       | Tập 4     | 19–17             |
| Rubina Radwanski   | 20   | 1,75 m (5 ft 9 in)      | Frankfurt     | Tập 4     | 19–17             |
| Aisha Grone        | 16   | 1,69 m (5 ft 6+1⁄2 in)  | Brandau       | Tập 4     | 19–17             |
| Tainá Silva        | 18   | 1,73 m (5 ft 8 in)      | Brühl         | Tập 4     | 16–15             |
| Aline Tausch       | 20   | 1,71 m (5 ft 7+1⁄2 in)  | Munich        | Tập 4     | 16–15             |
| Elena Rotter       | 20   | 1,70 m (5 ft 7 in)      | Salzburg, Áo  | Tập 5     | 14                |
| Katharina Harms    | 18   | 1,85 m (6 ft 1 in)      | Bremen        | Tập 6     | 13–12             |
| Gina-Lisa Lohfink  | 21   | 1,69 m (5 ft 6+1⁄2 in)  | Seligenstadt  | Tập 6     | 13–12             |
| Bianca Schumacher  | 20   | 1,73 m (5 ft 8 in)      | Krefeld       | Tập 7     | 11                |
| Sophia Maus        | 19   | 1,79 m (5 ft 10+1⁄2 in) | Aachen        | Tập 8     | 10                |
| Vanessa Hegelmaier | 20   | 1,78 m (5 ft 10 in)     | Bielefeld     | Tập 10    | 9 (dừng cuộc thi) |
| Sarah Knappik      | 21   | 1,78 m (5 ft 10 in)     | Bochum        | Tập 10    | 8                 |
| Raquel Alvarez     | 22   | 1,80 m (5 ft 11 in)     | Bern, Thụy Sĩ | Tập 11    | 7                 |
| Gisele Oppermann   | 20   | 1,74 m (5 ft 8+1⁄2 in)  | Braunschweig  | Tập 12    | 6                 |
| Wanda Badwal       | 23   | 1,73 m (5 ft 8 in)      | Hamburg       | Tập 14    | 5–4               |
| Carolin Ruppert    | 24   | 1,74 m (5 ft 8+1⁄2 in)  | Kelkheim      | Tập 14    | 5–4               |
| Christina Leibold  | 21   | 1,75 m (5 ft 9 in)      | Volkach       | Tập 16    | 3                 |
| Janina Schmidt     | 23   | 1,77 m (5 ft 9+1⁄2 in)  | Hamburg       | Tập 16    | 2                 |
| Jennifer Hof       | 16   | 1,80 m (5 ft 11 in)     | Rodgau        | Tập 16    | 1                 |

## Thứ tự gọi tên
| 1  | Jennifer  | Raquel    | Carolin Jennifer | Bianca    | Sophia    | Carolin   | Janina    | Vanessa     | Carolin   | Carolin   | Wanda     | Christina | Jennifer  | Jennifer |  |  |  |  |
| 2  | Gisele    | Katharina | Carolin Jennifer | Jennifer  | Raquel    | Janina    | Gisele    | Raquel      | Wanda     | Christina | Jennifer  | Jennifer  | Janina    | Janina   |  |  |  |  |
| 3  | Christina | Carolin   | Vanessa          | Janina    | Janina    | Wanda     | Vanessa   | Gisele      | Gisele    | Wanda     | Carolin   | Janina    | Christina |          |  |  |  |  |
| 4  | Carolin   | Gisele    | Katharina        | Carolin   | Vanessa   | Jennifer  | Wanda     | Jennifer    | Jennifer  | Gisele    | Janina    | Carolin   |           |          |  |  |  |  |
| 5  | Janina    | Jennifer  | Janina           | Vanessa   | Carolin   | Christina | Jennifer  | Christina   | Janina    | Jennifer  | Christina | Wanda     |           |          |  |  |  |  |
| 6  | Sandra    | Wanda     | Raquel           | Christina | Jennifer  | Sophia    | Raquel    | Carolin     | Raquel    | Janina    | Gisele    |           |           |          |  |  |  |  |
| 7  | Aline     | Tainá     | Christina        | Wanda     | Christina | Vanessa   | Sarah     | Janina      | Christina | Raquel    |           |           |           |          |  |  |  |  |
| 8  | Raquel    | Gina-Lisa | Sophia           | Raquel    | Wanda     | Gisele    | Carolin   | Sarah Wanda | Sarah     |           |           |           |           |          |  |  |  |  |
| 9  | Tainá     | Sarah     | Gisele           | Sophia    | Bianca    | Raquel    | Christina | Sarah Wanda | Vanessa   |           |           |           |           |          |  |  |  |  |
| 10 | Wanda     | Aline     | Elena            | Katharina | Gisele    | Sarah     | Sophia    |             |           |           |           |           |           |          |  |  |  |  |
| 11 | Katharina | Elena     | Bianca           | Sarah     | Sarah     | Bianca    |           |             |           |           |           |           |           |          |  |  |  |  |
| 12 | Rubina    | Christina | Wanda            | Gina-Lisa | Gina-Lisa |           |           |             |           |           |           |           |           |          |  |  |  |  |
| 13 | Sophia    | Bianca    | Gina-Lisa        | Gisele    | Katharina |           |           |             |           |           |           |           |           |          |  |  |  |  |
| 14 | Elena     | Vanessa   | Sarah            | Elena     |           |           |           |             |           |           |           |           |           |          |  |  |  |  |
| 15 | Vanessa   | Janina    | Tainá            |           |           |           |           |             |           |           |           |           |           |          |  |  |  |  |
| 16 | Sarah     | Sophia    | Aline            |           |           |           |           |             |           |           |           |           |           |          |  |  |  |  |
| 17 | Aisha     | Sandra    |                  |           |           |           |           |             |           |           |           |           |           |          |  |  |  |  |
| 18 | Gina-Lisa | Aisha     |                  |           |           |           |           |             |           |           |           |           |           |          |  |  |  |  |
| 19 | Bianca    | Rubina    |                  |           |           |           |           |             |           |           |           |           |           |          |  |  |  |  |

     Thí sinh được miễn loại
     Thí sinh bị loại
     Thí sinh dừng cuộc thi
     Thí sinh không bị loại khi rơi vào cuối bảng
     Thí sinh chiến thắng cuộc thi
- Thứ tự gọi tên chỉ lần lượt từng người an toàn
- Trong tập 4, buổi loại trừ của tập 3 được diễn ra trong tập ấy.
- Tập 13 là tập tái hợp.
- Tập 15 là tập ghi lại khoảnh khắc từ đầu cuộc thi.

### Buổi chụp hình
- Tập 1: Biểu cảm gương mặt (casting)
- Tập 2: Ảnh thẻ (casting)
- Tập 3: Tạo dáng với trực thăng trên tòa nhà
- Tập 4: Thiên thần và ác quỷ
- Tập 5: Đi dạo phố cùng động vật
- Tập 6: Lãng mạn ở bãi biển với người mẫu nam
- Tập 7: Hoán đổi giới tính
- Tập 8: Khỏa thân với tóc dài
- Tập 9: Lướt sóng
- Tập 10: Cứu hộ bãi biển
- Tập 11: Võ thuật
- Tập 12: Vũ nữ trong đồ lót
- Tập 13: 5 bữa ăn
- Tập 14: Ảnh bìa tạp chí Cosmopolitan